# Suprem i ínfim (elements)
|  | Per a altres significats, vegeu «Tribunal Suprem». |

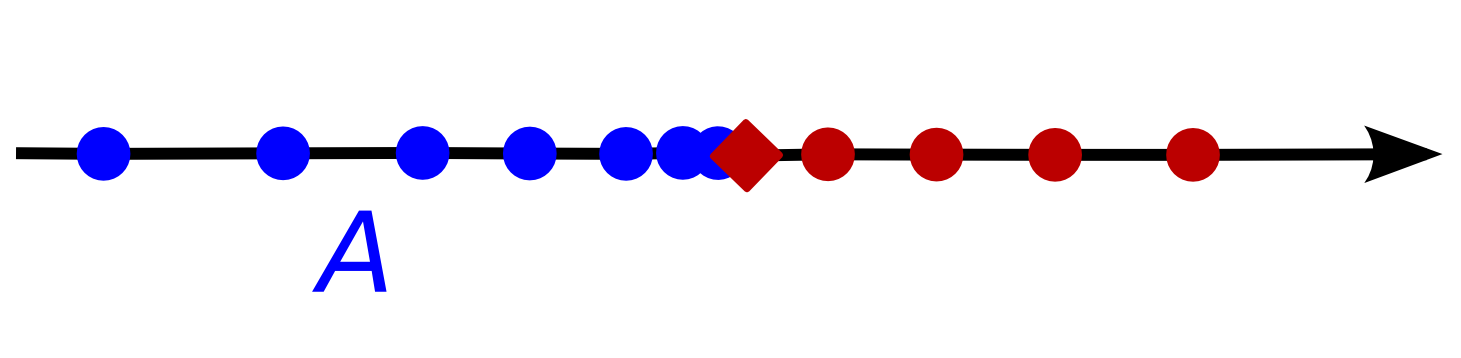
Un conjunt A de nombres reals (representats per cercles blaus), un conjunt de cotes superiors de A (cercles vermells), i el mínim de les fites superiors, el suprem de A (diamant vermell).

En matemàtiques, donat un subconjunt {\displaystyle S} d'un conjunt parcialment ordenat {\displaystyle (P,<)}, el suprem de {\displaystyle S}, si existeix, és l'element mínim de {\displaystyle P} que és major o igual a cada element de {\displaystyle S}. En altres paraules, és la mínima de les fites superiors de {\displaystyle S}. El suprem d'un conjunt {\displaystyle S} comunament es denota {\displaystyle \sup(S)}. L'ínfim de {\displaystyle S} si existeix, és l'element màxim de {\displaystyle P} que és menor o igual que cada element de {\displaystyle S}. Per tant, el mínim és la major de les fites inferiors de {\displaystyle S}. L'ínfim es denota habitualment per {\displaystyle \inf(S)}.

## Propietats
- Si el suprem o l'ínfim existeixen, llavors són únics.
- Un conjunt té màxim, si i només si conté al seu suprem. Un conjunt té mínim si i només si conté el seu ínfim.
- {\displaystyle \sup(A\cup B)=\max\{\sup(A),\sup(B)\}}, si és que aquests suprems existeixen.
- {\displaystyle \inf(A\cup B)=\min\{\inf(A),\inf(B)\}}, si ambdós ínfims existeixen.
- {\displaystyle \sup(A+B)=\sup(A)+\sup(B)}, on {\displaystyle A+B:=\{a+b\;|\;a\in A,b\in B\}} denota la suma de Minkowski.
- D'igual manera, {\displaystyle \inf(A+B)=\inf(A)+\inf(B)}.

## Exemples
- En el camp dels nombres reals, tot subconjunt no buit, fitat superiorment té suprem (el que es coneix com a axioma del suprem).
- {\displaystyle \sup\{1,2,3\}=3\,}.
- {\displaystyle \inf\{1,2,3\}=1\,}.
- {\displaystyle \sup\{x\in \mathbb {R} \,|\,0<x<1\}=\sup\{x\in \mathbb {R} \,|\,0\leq x\leq 1\}=1\,}.
- {\displaystyle \sup\{(-1)^{n}-{\frac {1}{n}}:n\in \mathbb {N} \}=1\,}.
- {\displaystyle \inf \left\{{\frac {1}{n}}:n\in \mathbb {N} \right\}=0\,}.
- {\displaystyle \inf\{x\in \mathbb {Q^{+}} |x^{2}<2\}=0\,}.